# 69 a.C.
Il 69 a.C. (LXIX a.C. in numeri romani) è un anno  del I secolo a.C.

## Eventi
- Gaio Giulio Cesare è eletto questore
- Marco Tullio Cicerone è eletto edile
- 6 ottobre alla battaglia di Tigranocerta Lucullo sconfigge il re armeno Tigrane II il Grande.

## Nati
- Antioco I di Commagene, re († 36 a.C.)
- Gaio Cornelio Gallo, poeta e politico romano († 26 a.C.)
- Hyeokgeose di Silla, re coreano († 4)
- Ottavia minore, nobildonna romana († 11 a.C.)
- Suinin, imperatore giapponese († 70)
- Giunia Terzia, romana († 22)

## Morti
- Cleopatra Selene, regina egizia
- Cornelia, romana (n. 94 a.C.)
- Giulia, romana (n. 130 a.C.)